# Delf Schmidt
Delf Schmidt (geboren 1945 in Bobeck bei Flensburg) ist ein deutscher Lektor.

## Leben
Delf Schmidt studierte Romanistik und Germanistik in Paris und Hamburg. Er absolvierte ein Lehramtsreferendariat und wurde 1977 mit einer Dissertation über Louis Aragon in französischer Romanistik promoviert. Von 1977 bis 2000 war Schmidt Lektor beim Rowohlt Verlag und dort seit 1978 Mitherausgeber der Verlagszeitschrift Rowohlts Literaturmagazin. Als beim Rowohlt Verlag eine neue Betriebsökonomie einzog, verließen etliche der von Schmidt betreuten Autoren den Verlag; mit Schmidt gingen Elfriede Jelinek, Alban Nikolai Herbst und Tahar Ben Jelloun im Oktober 2000 zum damals jungen Berlin Verlag. Seit 2012 arbeitet Schmidt freiberuflich.
Als Verlagslektor betreute er unter anderen die Autoren Elfriede Jelinek, Herta Müller, Wilhelm Genazino, F. C. Delius, Péter Esterházy, Mathias Énard und Alban Nikolai Herbst, in seiner freiberuflichen Tätigkeit sind es Bücher von Péter Nádas und Jean-Philippe Toussaint. Außerdem lektorierte er Übersetzungen und Werkausgaben von Albert Camus, Claude Simon, Louis-Ferdinand Céline, Danilo Kiš, Jean Echenoz, die kritische Ausgabe Lautréamonts und Gesamtausgaben von Italo Svevo und Tommaso Landolfi. Für die Übersetzung des französischen Bestsellers Die Wohlgesinnten von Jonathan Littell ins Deutsche suchte Schmidt zunächst mit einer Ausschreibung einen Übersetzer und sorgte selbst mit dem Autor für inhaltliche Korrekturen.

## Schriften (Auswahl)
- Aragon: zur Konzeption des sozialistischen Realismus in seinem Werk. Lüdke, Hamburg 1980. Zugl.: Univ., Fachbereich Philosophie u. Sozialwiss., Diss., Hamburg 1980, ISBN 978-3-920588-57-5.
- (Hrsg.): Esterházy, Péter: Péter Esterházy. Berlin-Verlag, Berlin 2003.
- Der unsichtbare Zweite, Eröffnungsvortrag zum Thementag „Die Kunst des Lektorats“ beim  Internationalen Literaturfestival Berlin 2016. Abgedruckt in: VOLLTEXT, 4/2016
- mit Daniel Graf (Hrsg.): Péter Nádas lesen: Bilder und Texte zu den „Parallelgeschichten“. Rowohlt, Reinbek bei Hamburg 2012, ISBN 978-3-498-04696-5.